# Гайворон
Га́йворон (укр. Гайворон) — город, центр Гайворонской городской общины Голованевского района Кировоградской области Украины.

## Географическое положение

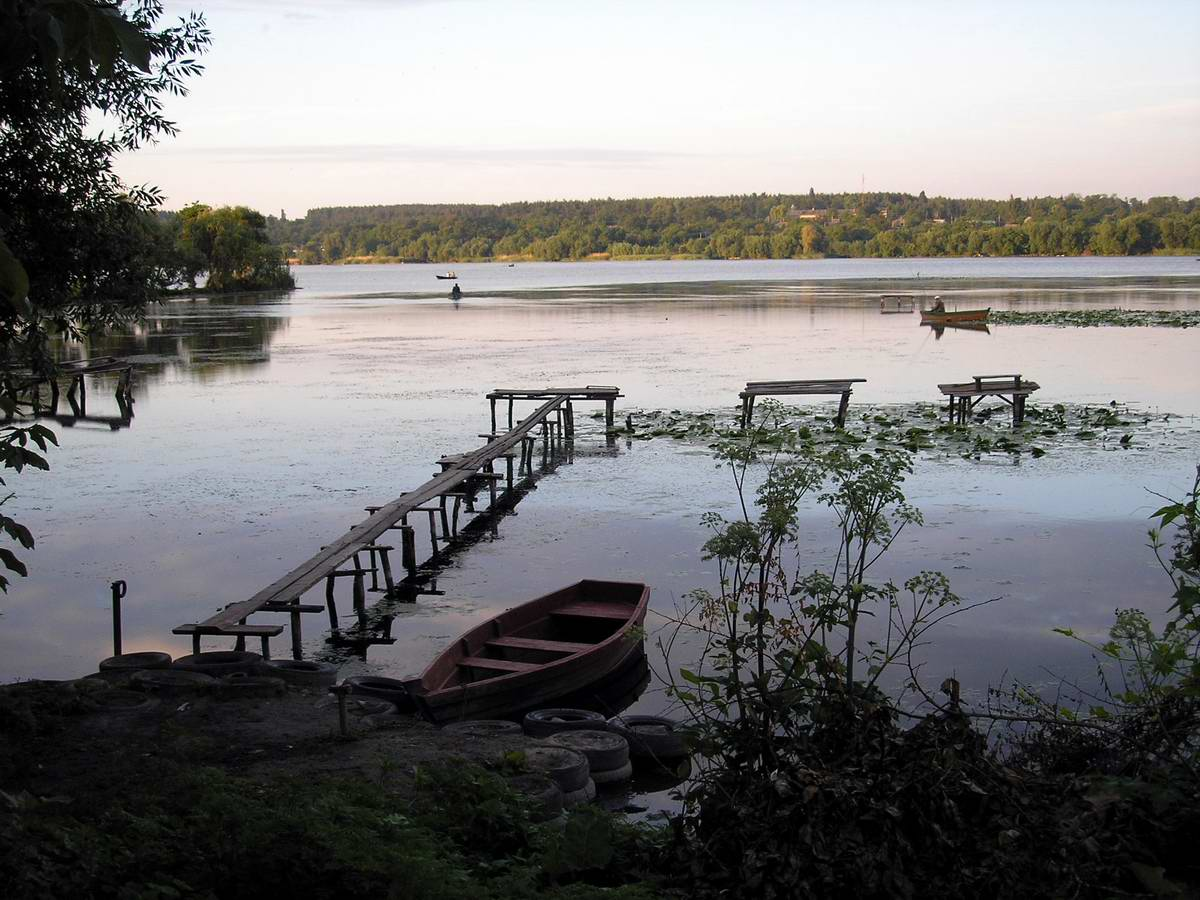
Гайворон, вид на реку Южный Буг

Гайворон — административный центр наиболее отдаленного от областного центра района в западной части области (расстояние от Кропивницкого — 254 километра, от Киева — 280 километров).
Расположен на Подолье на берегу реки Южный Буг.

## История
Гайворон был основан в XVIII веке как место зимовки казаков.
Являлся селом Хащеватской волости Гайсинского уезда Подольской губернии Российской империи.
В 1897 году здесь начали работу железнодорожные мастерские (в 1937 году преобразованные в Гайворонский паровозоремонтный завод).
В 1899 году через Гайворон была проложена узкоколейная железная дорога.
В ходе первой русской революции в октябре 1905 года в Гайвороне имела место стачка рабочих, в феврале 1918 года здесь была установлена Советская власть.
22 января 1932 года началось издание районной газеты.
25 октября 1938 года Гайворон получил статус посёлка городского типа.
В ходе Великой Отечественной войны с 29 июля 1941 до 11 марта 1944 года находился под немецкой оккупацией. В период оккупации на окраине Гайворона был создан концентрационный лагерь для советских военнопленных.
В 1949 году Гайворон получил статус города.
По состоянию на начало 1952 года здесь действовали несколько предприятий по обслуживанию железнодорожного транспорта, гранитный карьер, маслодельный завод, техническая школа (готовившая кадры для железнодорожного транспорта), две средние школы, семилетняя школа, начальная школа и клуб.
В 1964 году была введена в эксплуатацию Гайворонская гидроэлектростанция, в 1969 году — создан музей истории города.
По состоянию на начало 1979 года здесь действовали тепловозоремонтный завод, маслозавод, комбинат хлебопродуктов, пищевой комбинат, комбинат бытового обслуживания, гранитный карьер, машиностроительный техникум, сельское ПТУ, шесть общеобразовательных школ, музыкальная школа, три лечебных учреждения, 10 библиотек, кинотеатр и два клуба.
В 1983 году здесь был построен Дом культуры с залом на 600 мест.
В январе 1989 года численность населения составляла 16 520 человек, крупнейшими предприятиями города в это время являлись тепловозоремонтный завод, маслосыродельный завод и гранитный карьер.
В 1989 году здесь была построена новая благоустроенная школа на 392 учащихся.
В мае 1995 года Кабинет министров Украины утвердил решение о приватизации находившихся здесь Гайворонского спецкарьера, АТП-13538, райсельхозтехники и райсельхозхимии, в июле 1995 года было утверждено решение о приватизации ОАО «Актон».
В ноябре 2003 года было возбуждено дело о банкротстве Гайворонского завода безалкогольных напитков (в мае 2015 года Кабинет министров Украины принял решение о продаже этого прекратившего производственную деятельность предприятия).
В 2020 году Гайворонский район был упразднён и город стал центром Гайворонской городской общины Голованевского района

## Население
По состоянию на 1 января 2013 года численность населения составляла 15 214 человек.

### Языковой состав
По данным переписи 2001 года 95,44 % населения города указали украинский язык родным, 4,07 % — русский, 0,49 % — другие языки.

## Экономика
- Гайворонский тепловозоремонтный завод — градообразующее предприятие, специализирующееся на капитальном ремонте тепловозов нормальной и узкой колеи, а также производстве запасных частей тягового подвижного состава[21].
- Гайворонский спецкарьер
- Гайворонский комбинат хлебопродуктов[22]
- Гайворонская ГЭС

## Транспорт
Гайворон — крупный железнодорожный узел. Здесь два вокзала — главный, на южной стороне станции, от которого отправляются поезда широкой колеи и узкоколейный, к северу от него, по другую сторону пути.

## Учебные заведения

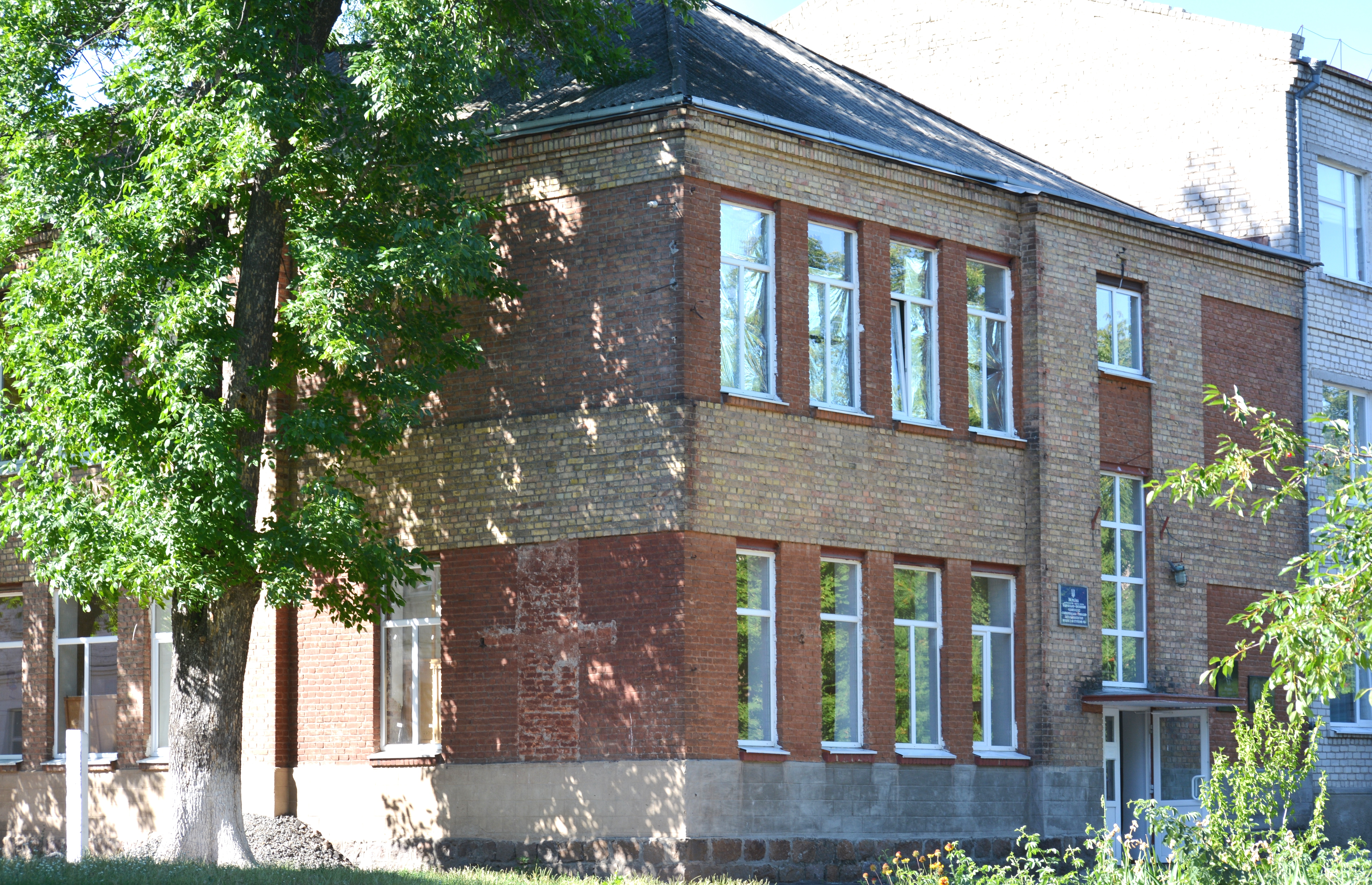
Средняя школа № 5

- Четыре средние общеобразовательные школы.
  - Средняя школа № 1
  - Средняя школа № 2
  - Средняя школа № 3
  - Средняя школа № 5
- Гайворонский политехнический колледж
- лицей (бывшее ПТУ № 35)[22]